# Boeing XF8B
El Boeing XF8B (Model 400) fue un avión monomotor desarrollado por Boeing durante la Segunda Guerra Mundial, para proporcionar a la Armada de los Estados Unidos un caza embarcado de largo alcance. El XF8B estaba destinado a operar contra las islas principales japonesas desde portaaviones, fuera del alcance de los aviones japoneses basados en tierra. Diseñado para cubrir varias misiones entre las que se incluían interceptor, caza de escolta de largo alcance, bombardero en picado y bombardero-torpedero, el diseño final incorporaba una serie de características innovadoras con el fin de acometer las diferentes misiones. A pesar de sus formidables capacidades, el XF8B-1 estaba destinado a no entrar en producción en serie.

## Diseño y desarrollo

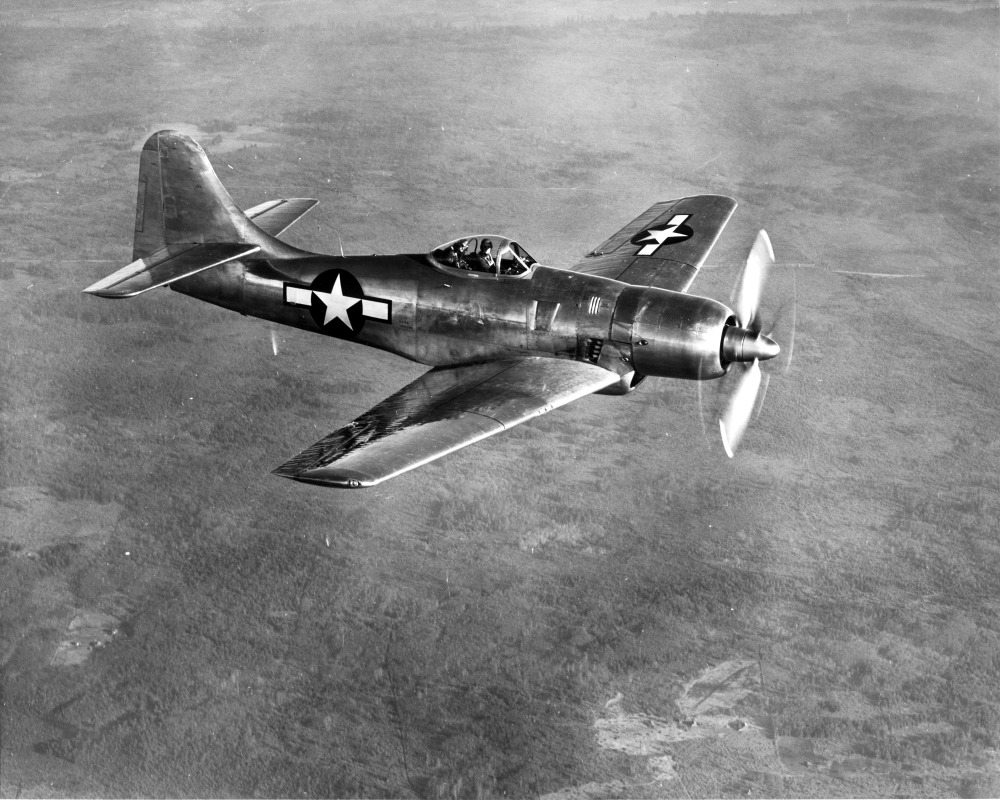
Boeing XF8B-1 de la colección de imágenes de Ray Wagner.

El XF8B-1 fue, en su época, el mayor y más pesado caza monomotor monoplaza desarrollado en los Estados Unidos. Boeing lo llamó, con optimismo, el "caza cinco en uno" (caza, interceptor, bombardero en picado, bombardero-torpedero, o bombardero a nivel). Estaba equipado con un único motor radial Pratt & Whitney XR-4360-10 de 3.000 hp (2.200 kW) y 28 cilindros en cuatro filas, propulsando dos hélices contrarrotativas tripala. Sería el mayor caza monoplaza de motor de pistones en volar en los Estados Unidos hasta la fecha. Las grandes alas presentaban secciones externas que podían plegarse verticalmente, mientras que el fuselaje incorporaba una bodega de bombas interna y grandes depósitos de combustible; se podía llevar más combustible externamente. El armamento propuesto incluía seis ametralladoras de 12,7 mm o seis cañones de 20 mm montados en las alas, y una carga de 2900 kg de bombas o dos torpedos de 900 kg. La configuración final era un gran y aerodinámico diseño, presentando cubierta de burbuja, un robusto tren principal que se plegaba en las alas, y culminaba con una variación de la cola vertical del B-29.
El contrato por tres prototipos (BuNos 57984–57986) fue concedido el 4 de mayo de 1943, aunque sólo uno fue completado antes de que la guerra acabase. Voló por primera vez en noviembre de 1944. Los dos prototipos restantes fueron completados tras la guerra, siendo el tercero (BuNo 57986) evaluado en la Eglin Air Force Base por las Fuerzas Aéreas del Ejército de los Estados Unidos.

## Operadores
Estados Unidos
- Fuerzas Aéreas del Ejército de los Estados Unidos
- Armada de los Estados Unidos

## Historia operacional

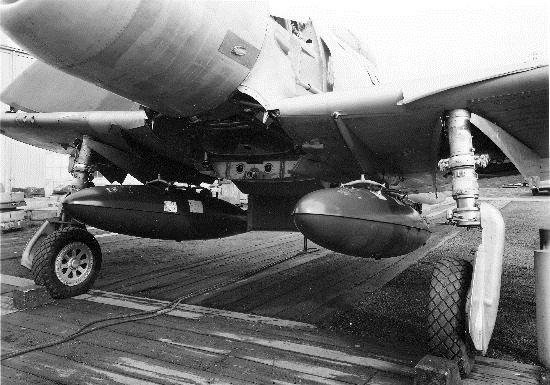
Disposición de los depósitos lanzables en el XF8B-1.

Para acelerar las pruebas y evaluaciones, una segunda cabina fue instalada en los primeros dos prototipos, para permitir ayudar a un ingeniero de vuelo a controlar los vuelos de prueba. El segundo asiento fue fácilmente acomodado en la espaciosa cabina.
Aunque las pruebas del prometedor concepto del XF8B continuaron en 1946 por las USAAF y en 1947 por la Armada estadounidenses, el final de la guerra en el Pacífico y el cambio de la estrategia de posguerra requirieron que Boeing se concentrara en construir grandes bombarderos y transportes basados en tierra. La llegada de los cazas a reacción originó la cancelación de muchos proyectos de motor de pistón del tiempo de la guerra; consecuentemente, desde que la USAF perdió interés en proseguir el proyecto y la Armada fue la única preparada para ofrecer un pequeño contrato, Boeing optó por finalizar el programa XF8B. Las pruebas en Boeing Field se echaron a perder por un accidente en el que un piloto de pruebas retrajo su tren de aterrizaje accidentalmente en la aproximación final. La investigación posterior descubrió que había sido causada por un microinterruptor defectuoso. Ocurrió justo cuando el primer turno estaba acabando, y muchos trabajadores vieron desde los escalones de la Planta 2 como el XF8B-1 realizaba un aterrizaje con la panza sobre el cemento de Boeing Field. Como el programa había concluido, los prototipos fueron desguazados uno a uno, persistiendo el 57986 hasta 1950.

## Especificaciones

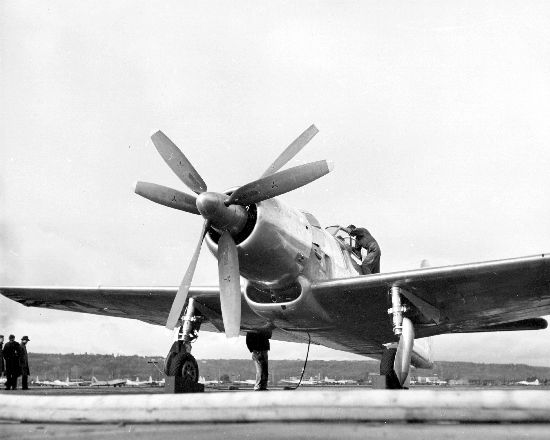
XF8B-1 mostrando las hélices contrarrotativas.

### Características generales
- Tripulación: Uno (piloto).
- Longitud: 13,1 m
- Envergadura: 16,5 m
- Altura: 5,0 m
- Superficie alar: 45,4 m²
- Peso vacío: 6.132 kg
- Peso cargado: 9.302 kg
- Peso máximo al despegue: 9.839 kg
- Planta motriz: 1× motor radial de 28 cilindros en cuatro filas refrigerado por aire Pratt & Whitney XR-4360-10.
  - Potencia: 2.240 kW (3.000 hp)

### Rendimiento
- Velocidad nunca excedida (Vne): 695 km/h
- Velocidad crucero (Vc): 306 km/h
- Alcance: 4.500 km
- Techo de vuelo: 11.400 m (37.500 pies)
- Régimen de ascenso: 14,16 m/s (2.800 pies/min)
- Potencia/peso: 240 W/kg (0,15 hp/lb)

### Armamento
- Ametralladoras: 

  - 6 de 12,7 mm en las alas o

- Cañones: 

  - 6 de 20 mm montados en las alas
- Bombas: 

  - 2900 kg o 2 torpedos de 910 kg

### Aeronaves similares
- Blackburn Firebrand
- Curtiss XBTC
- Goodyear F2G
- Martin AM Mauler
- Vought F4U Corsair
- Westland Wyvern

### Secuencias de designación
- Secuencia Numérica (interna de Boeing): ← 367 - 367-80 - 377 - 400 - 450 - 451 - 464 →
- Secuencia F_B (Aviones de Caza de la Armada estadounidense, 1922-1962 (Boeing, 1923-1962)): ← F5B - F6B - F7B - F8B

### Listas relacionadas
- Anexo:Aeronaves militares de los Estados Unidos (navales)